# Закрути
Закрути (словац. Zákruty) — річка в Словаччині; права притока Грону довжиною 11.2 км. Протікає в окрузі Ж'яр-над-Гроном.
Витікає в масиві Втачник на висоті 680 метрів. Протікає територією села Дольна Трнавка.
Впадає у Грон на висоті 231 метр.